# Pere Martí i Castelló
Pere Martí i Castelló (Moncofa, 22 de gener de 1982) és un futbolista valencià, que ocupa la posició de migcampista.

## Trajectòria
Format al planter del Vila-real CF, a la campanya 03/04 puja al primer equip quallant una gran temporada, en la qual va disputar 34 partits i va marcar un gol amb els groguets a primera divisió. Però, no té continuïtat i a l'estiu del 2004 recala a l'Elx CF.
Després d'un fluix primer any al conjunt del Baix Vinalopó, a partir del 2005 es converteix en peça clau dels il·licitans durant les següents tres temporades. La temporada 08/09 fitxa pel Màlaga CF, de primera divisió, però tot just apareix en dos ocasions. A l'any següent, l'equip andalús el cedeix al Reial Múrcia CF.